# Besteiro

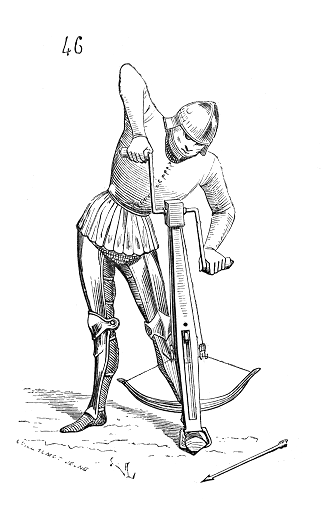
Besteiro de polé a armar a besta, desenho por Viollet-le-Duc

Os besteiros eram os soldados medievais equipados com bestas. Geralmente envenenavam as setas com o heléboro-fétido, ou varatro negro, vulgarmente chamado de "erva-dos-besteiros".
Era normal em Portugal os besteiros terem montadas, provinham em regra dos chamados "Besteiros do Conto" ordenação antiga pela qual todos os concelhos do país deveriam possuir um determinado número de besteiros escolhidos entre os habitantes com posses para adquirir tal armamento, já que quem tinha dinheiro para adquirir uma besta também podia sustentar um cavalo ou outra montada, deslocavam-se a cavalo no terreno da batalha mas por regra desmontavam para combater. Acontecia ainda que os chamados "Cavaleiros Vilãos" (milites villani) armavam-se frequentemente com besta, dado que era uma arma que qualquer pessoa poderia utilizar mesmo não sendo particularmente possante, montados numa pileca, com a besta, poderiam enfrentar um nobre cavaleiro de escudo, cota de malha e armadura montado num corcel de guerra.
As bestas são lentas a recarregar, o que limita o seu uso em batalhas de campo aberto. Em cercos, este fator não é uma desvantagem significativa, já que os besteiros se podem esconder ao recarregar a arma. Disparando virotes ou dardos a 150 ou 200 metros, a besta tinha o mesmo alcance útil dos arcos longos mas um poder de penetração nos escudos e armaduras muito maior. Como o tiro era tenso a precisão era muito superior à do arco, ao ponto de os besteiros mais hábeis poderem ser comparados aos snipers (atiradores especiais) modernos.
No tempo de D. João I havia muitas espécies de besteiros:
- Besteiros de polé - usavam a  besta de polé, que era um tipo de besta que se servia de uma roldana, numa correia ou corrente ou numa cremalheira, que se prendia pela coronha da besta ao cinto do besteiro e, na contraponta da haste da besta, se metia por um pino, que estava na base da haste.[6]
- Besteiros da Câmara
- Besteiro de cavalo - besteiros montados, que usavam as bestas de cavaleiro, as quais se armavam com um gancho, que ia preso ao boldrié ou talim do cavaleiro, ao qual se prendia uma corda, no comenos em que se empurrava o estribo da besta com o pé.[7]
- Besteiros de garrucha - usavam a besta de garrucha, uma besta pesada que se armava por meio de um engenho próprio, denominado garrucha, que consistia numa engrenagem, accionada à manivela, cujos dentes ou crenulas, uma vez postas em contacto com uma cremalheira, puxavam a noz da besta e retesavam a corda do arco da besta.[8]De acordo com o Elucidário de Viterbo sabe-se que as bestas de garrucha se muniam ou com virotes de ponta de garrocha[9] ou com uma variedade peculiar de quadrelos, chamados garrochões, (que são projécteis de haste de madeira extremada por uma ponta de ferro farpada)[10]. Também se fica a saber, pela mesma obra, que D. João I, em 1410, oficializou a besta de garrucha como a arma de preceito para as tropas que guardavam a localidade de Freixo de Espada à Cinta.[11]
- Besteiros de fraldilha